# ناظم‌الدین (بازیکن کریکت)
ناظم‌الدین (انگلیسی: Nazimuddin؛ زادهٔ ۱ اکتبر ۱۹۸۵) بازیکن کریکت اهل بنگلادش است.